# Jeanne Gautier
Jeanne Charlotte Gautier (Asnières, 18 settembre 1898 – Neuilly-sur-Seine, 6 gennaio 1974) è stata una violinista francese.

## Biografia
Jeanne Charlotte Gautier nacque ad Asnières il 18 settembre 1898. Studiò violino a Parigi con Henri Berthelier. Si distinse in giovane età, vincendo la medaglia d'oro dei "Petits Prodiges" al Conservatorio di Parigi nel 1908.
Precedentemente alla prima guerra mondiale, e sempre al Conservatorio parigino, Gautier divenne amica del violoncellista André Levy. Entrambi ottennero il loro Premier Prix nel 1914. 
Gautier sposò il compositore cubano Joaquín Nin (1879-1949). In una delle sue apparizioni in una Società musicale a Parigi, nel maggio del 1927, eseguì una trascrizione dei Cantos populares españolas di Nin con il compositore al pianoforte. Nel 1929 effettuarono per l'etichetta discografica francese Odeon diverse registrazioni.
Il suo interesse per la musica contemporanea la portarono nel marzo 1937 a interpretare Pastorales pour violon et orchestre (1919) di Aimé Kunc (1887-1958) con l'Orchestre Colonne diretta da Paul Paray.  
Gautier si trasferì in Australia nel 1939 e vi rimase per diversi anni. Nel 1942 fu nominata docente di violino al Conservatorio dell'Università di Melbourne dove insegnò ai giovani Beryl Kimber, Leonard Dommett e ad altri violinisti australiani. Gauthier rappresenta uno dei principali esempi dell’influenza diretta della scuola francese in Australia.
Per un breve periodo dopo la seconda guerra mondiale, Gautier si trasferì in California, dove collaborò con Igor' Fëdorovič Stravinskij al Duo Concertante per violino e pianoforte e alla trascrizione di Ballade da Le baiser de la fée, 1947. Poco dopo la guerra, la compositrice francese Claude Arrieu (1903-1990) le fece conoscere la giovane pianista Geneviève Joy: fu l'inizio di un'amicizia musicale; gli artisti diedero una serie di concerti in Germania. Negli anni Cinquanta, Jeanne Gautier, Geneviève Joy e André Levy fondarono di un trio chiamato 'Trio de France'. Nel 1950, la sua registrazione in 78 giri della Suite Populaire Espagnole di De Falla con Nadine Desouches ottiene recensioni positive. Gautier proseguì In Francia un'intensa attività di insegnante: fu nominata al Conservatorio Nazionale di Lione nell’ottobre del 1952, e un anno dopo, in aggiunta, fu responsabile del corso di musica da camera. Visse a Parigi. Si ritirò nel luglio 1968. Per problemi di salute, fu costretta a vendere il suo violino per pagarsi le spese mediche; mancò durante l'inverno del 1973-74. La Gautier incise prevalentemente per due etichette discografiche francesi: Le Chant du Monde e Odeon.

## Trascrizioni
- Igor Stravinsky-Jeanne Gautier, Ballad: from The fairy's kiss, Boosey & Hawkes, 1951 [3 pp.]

## Dediche
- Joaquín Nin, Au Jardin de Lindaraja, Dialogue pour piano et violon (1926)
- Joaquín Turina, Sonata per violino e pianoforte n. 1 in re maggiore op.51 (1929) (dedicated to Jeanne Gautier); 1 es. 15 maggio 1930; ed. Paris, Salabert, 2010
- Claude Arrieu, Sonate pour violon et piano, Leduc (1950)